# Laboratori Nazionali del Gran Sasso
De Laboratori Nazionali del Gran Sasso (Italiaans voor "nationale laboratoria van Gran Sasso") vormen een Italiaans  onderzoekscentrum voor deeltjesfysica in het Gran Sasso-massief. Naast bovengrondse faciliteiten zijn er uitgebreide ondergrondse experimenten, met name op het gebied van neutrino-detectie. Daarbij is het van belang de detectoren zo goed mogelijk af te schermen van kosmische straling, die de metingen zou kunnen verstoren.
Bij het CNGS-experiment worden neutrino's die op het CERN nabij Genève worden geproduceerd, door de aarde naar Gran Sasso "geschoten", waar ze worden gedecteerd. Een van de belangrijkste onderzoeksdoelen daarbij is de waarneming van zogeheten neutrino-oscillaties, waarbij neutrino's gedurende hun reis door de aarde van soort veranderen. Deze oscillaties kunnen iets zeggen over de massa van neutrino's, die zeer klein maar niet nul is. Bij deze experimenten namen onderzoekers echter waar dat deze neutrino's sneller dan het licht leken te reizen. Dit zou een afwijking zijn van een van de uitgangspunten van de speciale relativiteitstheorie, maar de onderzoekers konden dit opmerkelijke resultaat zelf niet verklaren, ook niet na grondig onderzoek naar mogelijke meetfouten.